# Михайловка (Ардатовський район)
Миха́йловка (рос. Михайловка, ерз. Михайловка) — село у складі Ардатовського району Мордовії, Росія. Входить до складу Рідкодубського сільського поселення.

## Населення
Населення — 1 особа (2010; 23 у 2002).
Національний склад (станом на 2002 рік):
- росіяни — 65 %